# Curvularia oryzae
Curvularia oryzae är en svampart som beskrevs av Bugnic. 1959. Curvularia oryzae ingår i släktet Curvularia och familjen Pleosporaceae.   Inga underarter finns listade i Catalogue of Life.